# 日本カー・オブ・ザ・イヤー

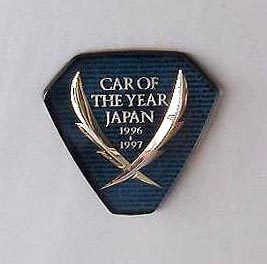
1996-1997年カー・オブ・ザ・イヤーのエンブレム（三菱・レグナムの限定車のもの）

日本カー・オブ・ザ・イヤー（にほんカー・オブ・ザ・イヤー、略称JCOTY;  Car of the Year Japan）は、日本国内で市販される乗用車のなかから年間を通じて最も優秀なものに授賞する自動車の賞（カー・オブ・ザ・イヤー）である。
本稿では、本賞以前に自動車雑誌などで行われたカー・オブ・ザ・イヤー企画についても述べる。

## 概要
1980年（昭和55年）に始まった。選考は二段階で行われ、第一次選考で10車種（10ベスト）を選考、この中からイヤーカーが決定される。
- 主催者：日本カー・オブ・ザ・イヤー実行委員会（雑誌を中心とした37媒体で構成）
- 実行委員：主催媒体を発行、発売、制作、放送する法人に属する常勤役員または社員
- 選考委員：60名を上限とし、実行委員の推薦・投票により決定される。特定の自動車会社・輸入業者・販売会社等と金銭を伴う契約関係にある場合、それのみで除外対象とはならない
- 対象車：前年の11月1日から当年の10月31日までに日本国内で発表、発売された乗用車のうち、ノミネートされたもの
- 方法：自動車評論家を中心とする選考委員60名による投票により決定
- 最終発表：毎年12月

## 選考基準・方法
選考対象となる自動車は、前年の11月1日から当年の10月31日までに日本国内で発表または発売された乗用車すべてとされるが、「ノミネート」（2007年に実施された第28回の場合には55台）の基準・方法の詳細は必ずしも明確でない。始めにノミネート車のなかから上位10車種（「10ベスト」）が選出され、最終投票の直前には選考委員によるそれらの試乗会が行われる。最終投票では、各委員は持ち点16点のうち最上位の1車種に10点、2位の車種に4点、3位の車種に2点を投じることが義務付けられた。理論上の最高得点は10点x60名=600点であり、最も高い得点を得た自動車が「イヤーカー」として受賞する。
第43回（2022年）までの得点方法は何かに優れた車より失点の少ない車が有利となるため、2017年のボルボ・XC60や2018年のボルボ・XC40のように、日本人に馴染みの薄いとされる車が選出される場合もあり、第44回（2023年）から上記配点方法に変更された。
選考の基準として、実施規約では「選考委員は対象車についてコンセプト、デザイン、性能、品質、安全性、環境負荷、コストパフォーマンス等を総合的に評価して選考する」と定めている。

## 輸入車の扱い
第15回（1994年）以降、輸入車は日本国産車から区別して選考されていた。別枠での第一次選考（「輸入車10ベスト」）が行われた後に、「インポート・カー・オブ・ザ・イヤー」を決定するというものであった。しかしながら、このような二重基準は諸外国にも類例がなく（ヨーロッパ・カー・オブ・ザ・イヤーや北米カー・オブ・ザ・イヤーなど）、第23回（2002年）からは統一した平等な評価が為されるようになった。
これに対して、輸入車業界から「輸入車は本国より遅れて輸入されるのが多いので不公平だ」という反発があり、事実日本車より大きく点数で劣っていることが多かったため、第25回（2004年）からは、輸入車のなかで最高得点の車種に対しては「インポート・カー・オブ・ザ・イヤー」が無条件に授与されることとなった。
第33回（2013年）では、フォルクスワーゲン・ゴルフVIIが輸入車として初めて「日本・カー・オブ・ザ・イヤー」を受賞した。なお輸入車が「日本・カー・オブ・ザ・イヤー」を受賞した場合、「インポート・カー・オブ・ザ・イヤー」は該当車無しとなる。
輸入車で「日本・カー・オブ・ザ・イヤー」が受賞されたのは、このゴルフVIIと第37回（2017年）のボルボ・XC60、第39回（2018年）ボルボ・XC40の3車種がある。

## 特別賞
日本カー・オブ・ザ・イヤーではイヤーカーの他に「特別賞」が設けられ、「Most fun賞」「Most Advanced Technology賞」「Best Value賞」などが設定されていた。大賞である「カー・オブ・ザ・イヤー」（あるいは「インポート・カー・オブ・ザ・イヤー」）と同時に受賞することもあるほか、特別賞に該当車がない年もある。この賞は、前述の「10 BEST CAR」に選出されたか否かを問わず（ノミネート対象外であっても可能）選考される。
第33回（2013年）では、「特別賞」の他に「イノベーション部門賞」「エモーショナル部門賞」「スモールモビリティ部門賞」が設けられた。

## 受賞車
| 表彰年 | カー・オブ・ザ・イヤー                        |
| ------ | --------------------------------------------- |
| 1980年 | マツダ・ファミリア                            |
| 1981年 | トヨタ・ソアラ                                |
| 1982年 | マツダ・カペラ/テルスター                     |
| 1983年 | ホンダ・シビック/バラード                     |
| 1984年 | トヨタ・MR2                                   |
| 1985年 | ホンダ・アコード/ビガー                       |
| 1986年 | 日産・パルサー/エクサ/ラングレー/リベルタビラ |
| 1987年 | 三菱・ギャラン                                |
| 1988年 | 日産・シルビア                                |
| 1989年 | トヨタ・セルシオ                              |

| 表彰年 | カー・オブ・ザ・イヤー                                         | 特別賞                         | インポート・カー・オブ・ザ・イヤー   |
| ------ | -------------------------------------------------------------- | ------------------------------ | ------------------------------------ |
| 1990年 | 三菱ディアマンテ                                               | トヨタ・エスティマ             | （表彰なし）                         |
| 1991年 | ホンダ・シビック（2度目）/シビックフェリオ                     | 三菱・パジェロ                 | （表彰なし）                         |
| 1992年 | 日産・マーチ                                                   | いすゞ・ビッグホーン           | （表彰なし）                         |
| 1993年 | ホンダ・アコード                                               | トヨタ・スープラ               | （表彰なし）                         |
| 1994年 | 三菱・FTO                                                      | ホンダ・オデッセイ             | メルセデス・ベンツ・C200             |
| 1995年 | ホンダ・シビック（3度目）/シビックフェリオ（2度目）            | 日産・テラノ                   | ローバー・MGF                        |
| 1996年 | 三菱・ギャラン/レグナム                                        | マツダ・デミオ                 | メルセデス・ベンツ・SLK              |
| 1997年 | トヨタ・プリウス                                               | いすゞ・ビークロス             | ルノー・メガーヌ                     |
| 1998年 | トヨタ・アルテッツァ                                           | ホンダ・Z                      | メルセデス・ベンツ・Aクラス          |
| 1999年 | トヨタ・ヴィッツ/プラッツ/ファンカーゴ                         | ホンダ・S2000                  | ローバー・75                         |
| 2000年 | ホンダ・シビック（4度目）/シビックフェリオ（3度目）/ストリーム | スバル・インプレッサ           | メルセデス・ベンツ・Cクラス（2度目） |
| 2001年 | ホンダ・フィット                                               | トヨタ・エスティマハイブリッド | アルファロメオ・147                  |

| 表彰年 | カー・オブ・ザ・イヤー                           | 特別賞 － Most Fun              | 特別賞 － Best Value     | 特別賞 － Most Advanced Technology                                   | インポート・カー・オブ・ザ・イヤー            |
| ------ | ------------------------------------------------ | ------------------------------- | ------------------------ | -------------------------------------------------------------------- | --------------------------------------------- |
| 2002年 | ホンダ・アコード（2度目） ホンダ・アコードワゴン | 日産・フェアレディZ             | 該当なし                 | BMW・7シリーズ                                                       | （表彰なし）                                  |
| 2003年 | スバル・レガシィ                                 | マツダ・RX-8                    | 日産・ティアナ           | ジャガー・XJ                                                         | （表彰なし）                                  |
| 2004年 | ホンダ・レジェンド                               | BMW・1シリーズ                  | マツダ・ベリーサ         | ホンダ・レジェンド                                                   | フォルクスワーゲン・ゴルフ/ゴルフ・トゥーラン |
| 2005年 | マツダ・ロードスター                             | スズキ・スイフト                | （表彰なし）             | ホンダ・シビック ホンダ・シビックハイブリッド                        | BMW・3シリーズ                                |
| 2006年 | レクサス・LS460                                  | アウディ・TTクーペ              | ホンダ・ストリーム       | 三菱・i                                                              | シトロエン・C6                                |
| 2007年 | ホンダ・フィット（2度目）                        | 三菱・ランサーエボリューションX | ダイハツ・ミラ           | フォルクスワーゲン・ゴルフGT TSI/ゴルフトゥーラン/ゴルフヴァリアント | メルセデス・ベンツ・Cクラス セダン（3度目）   |
| 2008年 | トヨタ・iQ                                       | スバル・エクシーガ              | ホンダ・フリード         | 日産・GT-R                                                           | シトロエン・C5                                |
| 2009年 | トヨタ・プリウス（2度目）                        | 日産・フェアレディZ             | スバル・レガシィシリーズ | 三菱・i-MiEV                                                         | フォルクスワーゲン・ゴルフ                    |

2009年はこれらの他、特別賞 − Best 3rd Decade Carとしてホンダ・フィットを表彰している。
| 表彰年 | カー・オブ・ザ・イヤー | インポート・カー・オブ・ザ・イヤー            | 実行委員会特別賞                |
| ------ | ---------------------- | --------------------------------------------- | ------------------------------- |
| 2010年 | ホンダ・CR-Z           | フォルクスワーゲン・ポロ                      | プジョー・RCZ                   |
| 2011年 | 日産・リーフ           | メルセデス・ベンツ・Cクラス（4度目）          | マツダ・デミオ スカイアクティブ |
| 2012年 | マツダ・CX-5           | BMW・3シリーズ（セダン／ツーリング）（2度目） | トヨタ・86/スバル・BRZ          |

| 表彰年 | カー・オブ・ザ・イヤー          | インポート・カー・オブ・ザ・イヤー               | イノベーション部門賞           | エモーショナル部門賞 | スモールモビリティ部門賞                                   | 実行委員会特別賞                | 実行委員会特別賞                |
| ------ | ------------------------------- | ------------------------------------------------ | ------------------------------ | -------------------- | ---------------------------------------------------------- | ------------------------------- | ------------------------------- |
| 2013年 | フォルクスワーゲン・ゴルフ      | （輸入車がカー・オブ・ザ・イヤーのため表彰なし） | 三菱・アウトランダーPHEV       | マツダ・アテンザ     | スズキ・スペーシア&スペーシアカスタム マツダ・フレアワゴン | ダイハツ・ムーヴ フロントリフト | ダイハツ・ムーヴ フロントリフト |
| 2014年 | マツダ・デミオ                  | メルセデス・ベンツ・Cクラス セダン（5度目）      | BMW・i3                        | （表彰なし）         | ホンダ・N-WGN/N-WGNカスタム                                | トヨタ自動車                    | トヨタ自動車                    |
| 2015年 | マツダ・ロードスター（2度目）   | BMW・2シリーズ アクティブツアラー/グランツアラー | テスラモーターズ・モデルS P85D | （表彰なし）         | スズキ・アルト/アルトターボRS/アルトラパン                 | 株式会社ヤナセ                  | トヨタ・MIRAI                   |
| 2016年 | スバル・インプレッサスポーツ/G4 | アウディ・A4シリーズ                             | 日産・セレナ                   | BMW・M2 クーペ       | ダイハツ・ムーヴキャンバス                                 | ホンダ・NSX                     | ホンダ・NSX                     |
| 2017年 | ボルボ・XC60                    | （輸入車がカー・オブ・ザ・イヤーのため表彰なし） | トヨタ・プリウスPHV            | レクサス・LC         | ホンダ・N-BOX/N-BOXカスタム                                | トヨタ自動車株式会社            | 佐藤琢磨                        |
| 2018年 | ボルボ・XC40                    | （輸入車がカー・オブ・ザ・イヤーのため表彰なし） | ホンダ・クラリティPHEV         | BMW・X2              | ダイハツ・ミラ トコット                                    | TOYOTA GAZOO Racing             | ホンダ・N-VAN                   |
| 2019年 | トヨタ・RAV4                    | BMW・3シリーズ セダン（3度目）                   | 日産・スカイライン             | ジープ・ラングラー   | 日産・デイズ/三菱・eKワゴン/三菱・eKクロス                 | （表彰なし）                    | （表彰なし）                    |

| 表彰年 | カー・オブ・ザ・イヤー                                               | インポート・カー・オブ・ザ・イヤー            | デザイン・カー・オブ・ザイヤー | テクノロジー・カー・オブ・ザ・イヤー | パフォーマンス・カー・オブ・ザ・イヤー  | K CAR オブ・ザ・イヤー                                 | 実行委員会特別賞       | 実行委員会特別賞       |
| ------ | -------------------------------------------------------------------- | --------------------------------------------- | ------------------------------ | ------------------------------------ | --------------------------------------- | ------------------------------------------------------ | ---------------------- | ---------------------- |
| 2020年 | スバル・レヴォーグ                                                   | プジョー・208/e-208                           | マツダ・MX-30                  | アウディ・e-tron Sportback           | アルピナ・B3                            | 日産・ルークス/三菱・eKスペース/三菱・eKクロススペース | （表彰なし）           | （表彰なし）           |
| 2021年 | 日産・ノート/ノートオーラ/ノートオーラ NISMO/ノート AUTECH CROSSOVER | フォルクスワーゲン・ゴルフ/ゴルフヴァリアント | BMW・4シリーズ                 | 三菱・アウトランダー                 | シボレー・コルベット                    | ホンダ・N-ONE                                          | TOYOTA GAZOO Racing    | 本田技研工業株式会社   |
| 2022年 | 日産・サクラ/三菱・eKクロス EV                                       | ヒョンデ・IONIQ 5                             | BMW・iX                        | 日産・エクストレイル                 | ホンダ・シビック e:HEV/シビック タイプR | 日産・サクラ/三菱・eKクロス EV                         | （表彰なし）           | （表彰なし）           |
| 2023年 | トヨタ・プリウス（3度目）                                            | BMW・X1                                       | 三菱・デリカミニ               | 日産・セレナ                         | （表彰なし）                            | （表彰なし）                                           | JAPAN MOBILITY SHOW    | JAPAN MOBILITY SHOW    |
| 2024年 | ホンダ・フリード                                                     | BMW・MINIクーパー                             | 三菱・トライトン               | ホンダ・CR-V e:FCEV                  | （表彰なし）                            | （表彰なし）                                           | マツダ e-SKYACTIV R-EV | マツダ e-SKYACTIV R-EV |

## 選考委員経験者
カッコ内は、選定委員を務めた年次。
- 青山尚暉 (2009-10)
- 家村浩明 (2009-10)
- 石川真禧照 (2004-05, 2009-10)
- 石川芳雄 (2009-10)
- 岩貞るみこ (2006-07, 2009-10)
- 岡崎五朗 (2009-10)
- 岡本幸一郎 (2009-10)
- 小沢コージ (2009-10)
- 片岡英明 (2009-10)
- 桂伸一 (2009-10)
- 金子達仁 (2009-10)
- 金子浩久 (2009-10)
- 神尾寿 (2009-10)
- 川上完 (2009-10)
- 川上浩平 (2009-10)
- 河口まなぶ (2002-03, 2009-10)
- 川島茂夫 (2009-10)
- 川端由美 (2009-10)
- 河村康彦 (2007-08, 2009-10)
- 木下隆之 (2009-10)
- 木村好宏
- 日下部保雄 (2009-10)
- 国沢光宏 (2009-10)
- 熊野学 (2009-10)
- 菰田潔 (2009-10)
- 五味康隆 (2009-10)
- 斉藤聡 (2009-10)
- 佐藤久実 (2009-10)
- 島崎七生人 (2009-10)
- 島下泰久 (2007-10)
- 嶋津敏一
- 清水和夫 (2009-10)
- 清水草一 (1998-2002)
- 瀬在仁志 (2009-10)
- 高橋国光 (2009-10)
- 竹岡圭 (2009-10)
- 竹平素信 (2009-10)
- 舘内端 (2009-10)
- 田畑修 (2009-10)
- 千葉匠 (2009-10)
- 津々見友彦 (2004-05,2009-10)
- 中川和昌 (2001-03)
- 長嶋達人 (2009-10)
- 中谷明彦 (1989-90,2009-10)
- 西川淳 (2009-10)
- 萩原秀輝 (2009-10)
- 橋本弘 (2009-10)
- 服部尚貴 (2009-10)
- ピーター・ナン　(1994-95)
- ピーター・ライオン (1999-2000,2009-10)
- ピストン西沢 (2009-10)
- 平田勝 (2009-10)
- 伏木悦郎 (1987-88,2002-03)
- 藤島知子 (2009-10)
- ボブ・スリーヴァ (1994-95,2009-10)
- ポール・フレール　(1981-?)
- 前澤義雄 (2009-10)
- 松下宏 (2009-10)
- 松田秀士 (2009-10)
- 松任谷正隆 (2009-10)
- 丸茂亜希子 (2009-10)
- 御堀直嗣 (2009-10)
- 三好秀昌 (2009-10)
- 森口将之 (2009-10)
- 森野恭行 (2009-10)
- 山内一典 (2009-10)
- 山口京一
- 横越光廣 (2009-10)
- 吉田匠 (2009-10)
- 米村太刀夫
- 徳大寺有恒

## エピソード
- 1989-90年の第10回受賞車は初代セルシオであったが、1989年の夏にトヨタは日本の自動車評論家120人を一人あたり120万円の費用をかけてドイツに招待し、試乗会を開催。当時選考委員であった福野礼一郎は、これに参加した上でセルシオに10点を入れた自らの行動を後に回顧し「まったく面目ありません」とコメントしている[3]。
- 同じく1989-90年のカーオブザイヤーのユーノス・ロードスターによる受賞を目論んだマツダは、カーオブザイヤー選考委員を対象に30台の長期無償貸し出しを実施。これは新車のユーノス・ロードスターを1年間無償で選考委員に貸与し、1年経過時に希望者にはその時点での中古車価格で売却するというものであった[4]。

- 2008年-2009年の日本カー・オブ・ザ・イヤーは、iQが受賞したが、実車リリース前の量産車が受賞することはきわめて稀である。この大賞受賞という異例の結果に対し下記などの理由により、賞自体を宣伝媒体とするような結果について、ネット上では「賞を金で買った」、「出来レースを絵に描いたような内容」と、賞自体の意義などを疑問視する声も多く出た。同年は日産・GT-Rが発売され、自動車業界以外でも大きな注目を浴びたため、GT-Rの受賞が有力視されていた[5]。この回については、毎回公表されていた各選考委員の投票内容も明かされなかった（各委員個人分の自己投票分公表は許可）。

- 1997年-2002年、2006年-2010年においては大賞受賞車がトヨタかホンダの車に集中していたこともあり、日産自動車に至っては1992年のマーチ以降、2011年のリーフ受賞まで約20年間受賞車がなかったが、2021年にノート/ノート オーラ、2022年にサクラが受賞して日産初の連覇を達成した。また、スズキは本賞制定から現在まで一度も受賞車が存在しない[6]。三菱自動車も1996年のギャラン/レグナムから2022年のeKクロスEVまで26年間受賞できなかった。

- 2022年 - 2023年のイヤーカーのサクラ/eKクロス EVの受賞まで、軽自動車がイヤーカーに輝くことはなかった。また、2024年 - 2025年のイヤーカーのフリードの受賞まで、ミニバンがイヤーカーに輝くことはなかった。

- 本賞に批判的な関係者の組織により、1991年からは日本における第二のカー・オブ・ザ・イヤーである「RJCカー・オブ・ザ・イヤー」も行われている。さらに、2002年からは特定非営利活動法人日本自動車殿堂が主催する「日本自動車殿堂カーオブザイヤー」も行われており、例年、日本カー・オブ・ザ・イヤーとは異なる車種が受賞するケースが多い。一方で、同年次の日本カー・オブ・ザ・イヤーとRJCカー・オブ・ザ・イヤーで同一部門・同一車種が受賞した例も少なくない。2000年-2001年のシビックフェリオ、2001年-2002年のフィット、2011年-2012年のリーフ、2021年-2022年のノート/ノート オーラ、2022年 - 2023年のサクラ/eKクロス EV（ノート オーラ/サクラ・eKクロス EVの場合はRJCカー・オブ・ザ・イヤーに加えて日本自動車殿堂カーオブザイヤーも受賞し、日本の主要カー・オブ・ザ・イヤーでは希有となる3冠達成となる）がこれに該当する。またインポート・カー・オブ・ザ・イヤーでは2010年-2011年ポロ、2012年-2013年3シリーズ、2014年-2015年Cクラス、2024年-2025年MINIクーパー（いずれもRJCインポート・カー・オブ・ザ・イヤー）、スモールモビリティ部門賞では2015-2016年アルト/アルトラパン（RJCカー・オブ・ザ・イヤー）が当てはまる。